# 鼻竇炎
鼻竇炎（Sinusitis）是描述發生於鼻竇的炎症。常見症狀包含濃厚鼻涕、鼻塞，以及臉部疼痛。其他症狀包含發燒、頭痛、嗅覺減退、喉嚨痛，以及咳嗽。咳嗽會於夜間加劇。嚴重副作用較為罕見。臨床上將病程4周以下的鼻竇炎稱作急性鼻竇炎（Acute rhinosinutis，ARS），延續12周以上則稱為慢性鼻竇炎（Chronic rhinosinutis，CRS）。
鼻竇炎可能肇因於感染、過敏、空氣汙染，或鼻腔構造問題。最常見的案例為病毒感染。如果症狀持續十天以上未改善，可能就會造成病原菌孳生。哮喘、囊腫性纖維化，及免疫缺失患者可能會有復發鼻竇炎的現象。如果沒有懷疑有其他可能併發症存在，一般來說不需使用X光照影。慢性鼻竇炎則建議以鼻鏡或電腦斷層檢查。
洗手、禁菸，和增加免疫力能預防某些鼻竇炎發生。疼痛症狀則可以使用如萘普生、皮質類固醇等鎮痛藥緩解，鼻沖洗也許能緩解某些症狀。急性鼻竇炎一般進行僅積極觀察，若症狀持續7-10日，且持續惡化，則可施予抗細菌藥介入。已使用抗細菌藥者，第一線輔佐藥物建議選用阿莫西林或阿莫西林克拉維酸鉀。某些慢性病人或许可以借助執行手術来缓解。。
鼻竇炎為常見的症狀。在歐美，每年約有一至三成的人會發生。女性發生率較男性為高。慢性鼻竇炎發生率約為12.5%。美國花費於鼻竇炎治療上的金錢約達110億美金。鼻竇炎的無效治療相當氾濫，包含以抗細菌藥治療病毒性鼻竇炎。
另外部分人會因為嚴重鼻中膈彎曲，導致容易鼻塞、流鼻血，甚至影響鼻竇功能而產生鼻竇炎。

## 流行病學
鼻竇炎是常見的病症，美國每年約有二千至三千萬人出現鼻竇炎的症狀。約有12.5%的人會受到慢性鼻竇炎的影響。

## 研究
近期的研究指出真菌可能和慢性鼻竇炎的形成有關，已在試驗中用過抗真菌製劑的治療方式，有混合性的效果。

## 外部連結
- 中的“鼻竇炎”